# Piet van Dijk (1934)
Piet van Dijk (Maastricht, 27 juni 1934 – 3 augustus 2016) was een Nederlands voetballer en trainer die zijn gehele carrière speelde voor MVV. Hij was daarna 35 jaar trainer in het Limburgse amateurvoetbal.

## Loopbaan

### Beginjaren
Hij voetbalde vanaf de jeugdjaren bij MVV. Samen met zijn leeftijdgenoot Jo Toennaer maakte hij als 17-jarige zijn debuut in het eerste elftal in het voorjaar van 1952. Zijn eerste wedstrijd was thuis tegen RBC (2-1) op 27 april 1952. Hij speelde op het middenveld maar later in zijn carrière verhuisde hij naar de achterhoede.

### Begintijd eredivisie
Rond de invoering van het beroepsvoetbal in Nederland in 1954 maakte MVV een onrustige periode door. In Zuid-Limburg werden met Fortuna '54 en Rapid '54 twee nieuwe clubs opgericht die deelnamen aan de 'wilde' competitie van de NBVB. MVV raakte drie spelers kwijt. Hub Bisschops ging naar Rapid en Wim Dormans en André Ravestijn vertrokken naar Fortuna '54.
Piet van Dijk bleef zijn vereniging trouw. De Maastrichtse club moest alle zeilen bijzetten om zich in 1956 te kwalificeren van de nieuw opgerichte Eredivisie. Dat lukte op het nippertje door een sterke eindsprint die leidde tot de achtste positie in de Hoofdklasse B. 
MVV kwam er na een mindere periode weer bovenop. In het eerste seizoen van de Eredivisie eindigde MVV op de vierde plaats. Dat is de hoogste klassering uit de clubhistorie.

### Knieblessure
MVV telde in die tijd vrijwel alleen maar Maastrichtse voetballers. Piet van Dijk werd als middenvelder een vaste waarde en hij kende nauwelijks hinder van blessures. Hij was opgegroeid in het oude stadion De Boschpoort en maakte begin 1961 de verhuizing naar De Geusselt mee.
Na tien wedstrijden in het seizoen 1964/65 ging het mis. Hij liep in november 1964 een knieblessure op die het einde van zijn carrière zou inluiden. Hij herstelde enkele maanden na de operatie in januari 1965 weer maar kwam dat seizoen niet meer in actie. Bij de start van de nieuwe competitie leek hij weer fit en hij speelde in oktober 1965 nog twee duels. Het waren zijn allerlaatste optredens voor de ‘Sterrendragers’.

### Trainer
Op 31-jarige leeftijd kwam na veertien seizoenen een einde aan zijn voetballoopbaan waarin hij 346 competitieduels speelde voor MVV. Hij bleef bij de voetbalsport betrokken en richtte zich op het trainerschap. In 1966 slaagde hij voor het B-diploma, de op een na hoogste trainersopleiding.
In 1967 was SBCM zijn allereerste club.

### Hoofdklasse
Met Voerendaal promoveerde hij in 1974 naar de nieuw opgezette Hoofdklasse. Daarna was hij met SVN en Wilhelmina '08 ook op het hoogste amateurniveau actief. In de tussentijd behaalde hij in 1978 het A-trainersdiploma. Daarmee mocht hij in het betaald voetbal werken maar die kans kwam niet voorbij. 
Het langst bleef hij in dienst bij SV Meerssen, van 1986 tot 1992, waar ook zijn zoon Mat voetbalde. De club promoveerde in 1989 naar de Hoofdklasse. 
Na ruim 35 jaar trainerschap in het Limburgse amateurvoetbal sloot hij in 2003 zijn carrière af .
Piet van Dijk overleed op 82-jarige leeftijd in 2016.  

## Carrièrestatistieken
| Seizoen         | Club            | Land            | Competitie                   | Competitie | Competitie | Beker | Beker | Internationaal | Internationaal | Overig | Overig | Totaal | Totaal |
| Seizoen         | Club            | Land            | Competitie                   | Wed.       | Dlp.       | Wed.  | Dlp.  | Wed.           | Dlp.           | Wed.   | Dlp.   | Wed.   | Dlp.   |
| --------------- | --------------- | --------------- | ---------------------------- | ---------- | ---------- | ----- | ----- | -------------- | -------------- | ------ | ------ | ------ | ------ |
| 1951/52         | MVV             | Nederland       | Eerste klasse C              | 2          | 0          | –     | 0     | 0              | 0              | 0      | 0      | 2      | 0      |
| 1952/53         | MVV             | Nederland       | Eerste klasse C              | 14         | 3          | –     | 0     | 0              | 0              | 0      | 0      | 14     | 3      |
| 1953/54         | MVV             | Nederland       | Eerste klasse D              | 11         | 1          | –     | 0     | 0              | 0              | 0      | 0      | 11     | 1      |
| 1954/55         | MVV             | Nederland       | Eerste klasse D (afgebroken) | 9          | 1          | –     | –     | 0              | 0              | 0      | 0      | 9      | 1      |
| 1954/55         | MVV             | Nederland       | Eerste klasse A              | 26         | 0          | –     | –     | 0              | 0              | 0      | 0      | 26     | 0      |
| 1955/56         | MVV             | Nederland       | Hoofdklasse B                | 30         | 1          | –     | –     | 0              | 0              | 0      | 0      | 30     | 1      |
| 1956/57         | MVV             | Nederland       | Eredivisie                   | 33         | 2          | –     | 0     | 0              | 0              | 0      | 0      | 33     | 2      |
| 1957/58         | MVV             | Nederland       | Eredivisie                   | 30         | 0          | –     | 0     | 0              | 0              | 0      | 0      | 30     | 0      |
| 1958/59         | MVV             | Nederland       | Eredivisie                   | 26         | 0          | –     | 0     | 0              | 0              | 0      | 0      | 26     | 0      |
| 1959/60         | MVV             | Nederland       | Eredivisie                   | 34         | 0          | –     | –     | 0              | 0              | 0      | 0      | 34     | 0      |
| 1960/61         | MVV             | Nederland       | Eredivisie                   | 34         | 0          | –     | 0     | 0              | 0              | 0      | 0      | 34     | 0      |
| 1961/62         | MVV             | Nederland       | Eredivisie                   | 28         | 1          | –     | 0     | 0              | 0              | 0      | 0      | 28     | 1      |
| 1962/63         | MVV             | Nederland       | Eredivisie                   | 28         | 0          | –     | 0     | 0              | 0              | 0      | 0      | 28     | 0      |
| 1963/64         | MVV             | Nederland       | Eredivisie                   | 29         | 0          | –     | 0     | 0              | 0              | 0      | 0      | 29     | 0      |
| 1964/65         | MVV             | Nederland       | Eredivisie                   | 10         | 0          | –     | 0     | 0              | 0              | 0      | 0      | 10     | 0      |
| 1965/66         | MVV             | Nederland       | Eredivisie                   | 2          | 0          | –     | 0     | 0              | 0              | 0      | 0      | 2      | 0      |
| Carrière totaal | Carrière totaal | Carrière totaal | Carrière totaal              | 346        | 9          | –     | 0     | 0              | 0              | 0      | 0      | 346    | 9      |